# Charlie Murphy (atriz)
Charlie Murphy (nascida Charlotte Murphy, 30 de novembro de 1988), é uma atriz irlandesa mais conhecida por seu papel como "Ann Gallagher" na série da BBC Happy Valley (2014), Peaky Blinders (2013) e Love/Hate (2010).

## Biografia
Nasceu na cidade Enniscorthy em Wexford, Irlanda e estudou teatro desde a adolescência na Gaiety School of Acting, em Dublin (2006-2008).

## Carreira
Iniciou a carreira nos palcos e participou de diversas peças, conquistando prêmios importantes no teatro.
Ela interpretou o papel de "Siobhán Delaney" na série dramática Love/Hate da RTÉ, pela qual ganhou o prêmio de Melhor Atriz de TV no Irish Film and Television Award de 2013, e Melhor Atriz em Papel Principal no Irish Film and Television Awards de 2015. 
Também ganhou mais dois prêmios IFTA em 2017, de Melhor Atriz Coadjuvante como "Ann Gallagher" na série dramática Happy Valley da BBC One e em 2018 de Melhor Atriz Coadjuvante como "Jessie Eden" na série dramática policial histórica da BBC One,Peaky Blinders .
Ganhou o Irish Times Irish Theatre Award por sua atuação de "Eliza Doolittle" em Pygmalion de George Bernard Shaw no Abbey Theatre .
Foi indicada para Melhor Atriz numa peça no WhatsOnStage Awards de 2019 por sua atuação como "Mairead" em The Lieutenant of Inishmore de Martin McDonagh, dirigido por Michael Grandage .

## Vida pessoal
Mantém um relacionamento com o diretor de teatro e cinema britânico Sam Yates .

## Filmografia

### Cinema e televisão
| Ano       | Titulo                  | Papel                          | Tipo       |
| --------- | ----------------------- | ------------------------------ | ---------- |
| 2009      | The Clinic              | Natasha Halpin                 | Série      |
| 2010      | Single-Handed           | Mairead O'Sullivan             | Série      |
| 2010–2014 | Love/Hate               | Siobhan Delaney                | Série      |
| 2012      | Misfits                 | Grace                          | Série      |
| 2013      | Philomena               | Kathleen                       | Filme      |
| 2013      | Ripper Street           | Evelyn Foley                   | Série      |
| 2013–2014 | The Village             | Martha Lane / Martha Allingham | Série      |
| 2014      | 71                      | Brigid                         | Filme      |
| 2014      | Northmen: A Viking Saga | Inghean                        | Filme      |
| 2014      | Quirke                  | Deirdre Hunt                   | Miniseries |
| 2014–2023 | Happy Valley            | Ann Gallagher                  | Série      |
| 2015      | The Last Kingdom        | Iseult                         | Série      |
| 2016      | To Walk Invisible       | Anne Brontë                    | Filme      |
| 2016      | Rebellion               | Elizabeth Butler               | Miniseries |
| 2017      | The Foreigner           | Maggie Dunn / Sara McKay       | Filme      |
| 2017–2019 | Peaky Blinders          | Jessie Eden                    | Série      |
| 2019      | The Corrupted           | DS Gemma Connelly              | Filme      |
| 2019      | Dark Lies the Island    | Sarah                          | Filme      |
| 2020      | The Winter Lake         | Elaine                         | Filme      |
| 2022–2024 | Halo                    | Makee                          | Série      |
| 2022      | Deadline                | Natalie                        | Série      |
| 2022      | The Capture             | Simone Turner                  | Série      |
| 2023      | Obsession               | Anna Barton                    | Série      |

### Teatro
| Ano  | Título                                         | Papel           | Notas                                                                              |
| ---- | ---------------------------------------------- | --------------- | ---------------------------------------------------------------------------------- |
| 2010 | 4:48 Psychosis de Sarah Kane                   | Mulher          | Granary Theatre, Cork                                                              |
| 2010 | A Megera Domada de William Shakespeare         | Bianca          | Shakespeare in the park                                                            |
| 2011 | A Gaivota de Anton Chekhov                     | Nina            | Loose Canon                                                                        |
| 2011 | This is Our Youth de Kenneth Lonergan          | Jessica         | Diretor Jimmy Fay                                                                  |
| 2011 | The Silver Tassie de Sean O'Casey              | Jessie Taite    | Diretor Garry Hynes, Druid Theatre Company, Lincoln Center, Nova York              |
| 2011 | Big Maggie de John B. Keane                    | Katie           | Diretor Garry Hynes, Druid Theatre Company                                         |
| 2011 | Pigmalião de George Bernard Shaw               | Eliza Doolittle | Diretora Andrea Ainsworth, Abbey Theatre Irish Times Theatre Award de Melhor Atriz |
| 2011 | Disco Pigs de Enda Walsh                       | Runt            | Diretor Cathal Cleary, Teatro Young Vic                                            |
| 2014 | Our Few and Evil Days Dias de Mark O'Rowe      | Adele           | Diretor Mark O'Rowe, Abbey Theatre                                                 |
| 2016 | Arlington por Enda Walsh                       | Isla            | Diretor Enda Walsh, Black Box Theatre, Galway International Arts Festival          |
| 2017 | Arlington por Enda Walsh                       | Isla            | Diretor Enda Walsh, St Ann's Warehouse, Nova York                                  |
| 2018 | The Lieutenant of Inishmore de Martin McDonagh | Mairead         | Diretor Michael Grandage, Teatro Noel Coward                                       |